# Þjóðólfr ór Hvíni
Thjódólf des Hvínir (Þjóðólfr ór Hvíni en vieux norrois) est un scalde norvégien qui vécut à la fin du IXe et au début du Xe siècle. Il est l'auteur de l’Ynglingatal et de la Haustlöng, deux des plus anciennes sources de la mythologie nordique.

## Biographie
Thjódólf est sans doute originaire, ainsi que son nom l'indique, des Hvínir (ou Hvinir), région située autour du fjord qui porte aujourd'hui le nom de fjord de Feda (Fedafjord en norvégien), sur le territoire de la commune de Kvinesdal, tout au sud de la Norvège.
Il fut le scalde du roi de Norvège Harald-à-la-belle-chevelure (hinn hárfagri). Il fut aussi « un ami très proche » (Saga de Harald-à-la-belle-chevelure, 26) du roi, au point d'être chargé d'élever son fils Gudrød ljómi.

## Œuvres

### L’Ynglingatal
Ynglingatal signifie « Dénombrement des Ynglingar ». Il s'agit d'une généalogie versifiée de la dynastie royale suédoise des Ynglingar (c'est-à-dire des descendants du roi Yngvi ou Yngvi-Freyr).
L’Ynglingatal a servi de source à Snorri Sturluson pour la rédaction de sa Saga des Ynglingar. Il l'évoque dans le Prologue de sa Heimskringla ou Histoire des rois de Norvège (dont la Saga des Ynglingar constitue la première partie), et le cite systématiquement dans sa saga.
En trente-sept strophes, l’Ynglingatal évoque vingt-sept ancêtres du roi Rögnvald le Glorieux (heidum-hæri), cousin de Harald-à-la-belle-chevelure et roi du Vestfold. Pour chacun est évoqué la façon dont il mourut et le lieu de sa sépulture. L'énumération débute par le roi légendaire Fjölnir. Toutefois, dans la mesure où Snorri affirme dans son Prologue que trente ancêtres de Rögnvald figurent dans l’Ynglingatal, il est possible que son début ait disparu.

### LaHaustlöng
La Haustlöng nous a également été transmise par Snorri (Skáldskaparmál, 17, 22). Son nom signifie « Longueur d'automne », ce qui renvoie peut-être au temps mis par le scalde pour la composer.
Tout comme la Ragnarsdrápa, la Haustlöng décrit des scènes mythologiques représentées sur un bouclier. Celui-ci fut offert au scalde par Thorleif le Sage (spaki).
Comportant vingt strophes (mais peut-être était-il plus long à l'origine) rédigées en dróttkvaett, le poème évoque l'enlèvement d'Idun par Thjazi puis le combat de Thor contre Hrungnir.

### Autres strophes
Dans son Edda (Gylfaginning, 2 et Skáldskaparmál, 2), Snorri attribue aussi à Thjódólf deux strophes aujourd'hui considérées comme faisant partie de la Haraldskvæði ou Hrafnsmál, œuvre d'un autre scalde à la cour d'Harald-à-la-belle-chevelure, Thórbjörn hornklofi.